# Chiaroscuro Quartet
Das 2005 in London gegründete Chiaroscuro Quartet besteht aus den Geigerinnen Alina Ibragimova und Charlotte Saluste-Bridoux, der Bratschistin Emilie Hörnlund und der Cellistin Claire Thirion. Das Quartett ist nach einer barocken Maltechnik benannt, die durch den Kontrast eines hell erleuchteten Motivs vor einem dunklen Hintergrund die Ausdruckskraft immens steigert.
Das Chiaroscuro Quartet spielt Musik der Klassik und Frühromantik und ist bekannt für seine Spielweise auf Darmsaiten und historischen Bögen. SWR Kultur bezeichnet das Quartett als „zweifellos das Beste der wenigen erfolgreichen Streichquartette, die im Sinne der historisch informierten Aufführungspraxis arbeiten“. Der einzigartige Klang des Quartetts wurde in The Observer als „ein Schock für die Ohren der besten Art“ beschrieben. Die Neue Zürcher Zeitung am Sonntag schreibt: „Es gibt Interpreten, die Musik so verzaubern, dass sie größer, tiefer, magischer wird. Das Chiaroscuro Quartet gehört zu diesen Interpreten.“
Zu den Kammermusikpartnern des Ensembles zählen renommierte Künstler wie Kristian Bezuidenhout, Trevor Pinnock, Jonathan Cohen, Nicolas Baldeyrou, Chen Halevi, Malcolm Bilson, Matthew Hunt, Christian Poltera, Cédric Tiberghien und Christophe Coin.
Die jüngsten Konzerthöhepunkte führten das Ensemble auf Tourneen nach Japan und in die USA sowie ins Wiener Konzerthaus, zum Edinburgh International Festival, in den Berliner Pierre Boulez Saal, ins Beethoven-Haus Bonn und ins Salzburger Mozarteum. In der Saison 24/25 setzt das Ensemble seine regelmäßigen Auftritte in der Wigmore Hall London fort und spielt im Boulez Saal Berlin, der Laeiszhalle Hamburg und dem Concertgebouw Amsterdam. Es kehrt für eine Tournee nach Nordamerika zurück, die das Ensemble unter anderem nach New York, Washington und Houston führt.
Enzyklopädische Aufnahmen sind ein wichtiger Bestandteil der Arbeit des Chiaroscuro Quartetts. Seit 2016 nimmt das Chiaroscuro Quartet exklusiv für BIS Records auf. Zu den jüngsten Veröffentlichungen in seiner wachsenden Diskografie gehören Beethovens Op. 74 und 130, Mozarts Preußische Quartette und Haydns op. 33. Nächste Alben Veröffentlichungen werden u. a. Haydns op. 33 und Beethovens Razumovsky-Quartette sein.

## Das Quartett
Das Quartett wurde 2005 am Londoner Royal College of Music von der russischen Violinistin Alina Ibragimova, dem spanischen Violinisten Pablo Hernán Benedí, der schwedischen Bratschistin Emilie Hörnlund und der französischen Cellistin Claire Thirion gegründet. Die aktuellen Mitglieder sind Alina Ibragimova (Geige), Charlotte Saluste-Bridoux (Geige), Emilie Hörnlund (Bratsche) und Claire Thirion (Violoncello).

## Instrumente
Alina Ibragimova, Violine von Andrea Amati, 1570 (Leihgabe der Jumpstart Jr Foundation)
Charlotte Saluste-Bridoux, Geige von Carlo Tononi, 1720 (Leihgabe von Jérôme Akoka)
Emilie Hörnlund, Bratsche von Willems, um 1700
Claire Thirion, Cello von Carlo Tononi, 1720

## Repertoire und Auszeichnungen
2013 gewann das Quartett den Förderpreis Deutschlandfunk auf dem Musikfest Bremen. Zudem gewann es 2015 für die Aufnahme von Mozarts Quartett in d-Moll, KV 421 und Mendelssohns Zweitem Streichquartett in a-Moll, Op. 13. den Preis der Deutschen Schallplattenkritik.

## Diskografie
- Beethoven, Op. 74 & 130, BIS Records 2023
- Haydn, Op. 33 №s 1–3, 2023, BIS Records 2023
- Mozart, „Preußische Quartatte“, BIS Records 2022
- Beethoven, Streichquartette Op. 18 Nr. 4–6, BIS Records 2022
- Beethoven, Streichquartette Op. 18 Nr. 1–3, BIS Records 2021
- Haydn, Streichquartette Op. 76 Nr. 4–6, BIS Records 2021
- Haydn, Streichquartette Op. 76 Nr. 1–3, BIS Records 2020
- Schubert, Streichquartette Nr. 14 & 9, BIS Records, 2018
- Haydn, „Sonnenquartette“ Op. 20 Nr. 4–6, BIS Records 2017
- Haydn, „Sonnenquartette“ Op. 20 Nr. 1–3, BIS Records 2016
- Mozart, Streichquartett Nr. 15 KV 421 & Mendelssohn, Streichquartett Nr. 2 Op. 13, Aparté 2015
- Beethoven, „Quartetto serioso“ Nr. 11 Op. 95 & Mozart, Streichquartette KV 546 und KV 428, Aparté 2013
- Mozart, „Dissonanz“ KV 465 & Schubert, „Rosamunde“ Op. 29 D804, Aparté 2011

## Referenzen
- SWR-Kultur vom 26. Februar 2021
- Observer, Onlineausgabe vom 22. März 2015

Neue Zürcher Zeitung am Sonntag, Printausgabe vom 14. Februar 2021